# Gmina Bistra (Chorwacja)
Gmina Bistra (chorw. Općina Bistra) – gmina w Chorwacji, w żupanii zagrzebskiej. W 2011 roku liczyła  6632 mieszkańców.